# Nova (partia polityczna)
Nova (zapis stylizowany: NOVA) – słowacka partia polityczna o profilu centroprawicowym, założona w 2012, funkcjonująca pod różnymi nazwami, początkowo jako Nowa Większość (słow. Nová väčšina).

## Historia
Nowe ugrupowanie w 2012 założyli posłowie Daniel Lipšic i Jana Žitňanská, którzy odeszli z Ruchu Chrześcijańsko-Demokratycznego. W kolejnych miesiącach dołączyło do nich m.in. 5 członków Rady Narodowej wybranych z Wolności i Solidarności, w tym Jozef Kollár i Daniel Krajcer. Ugrupowanie podjęło współpracę z pozaparlamentarnymi partiami konserwatywnymi – KDS i OKS.
W wyniku wyborów europejskich w 2014 Nova uzyskała jedno miejsce w Europarlamencie VIII kadencji (mandat otrzymała Jana Žitňanská). W 2016 partia startowała wspólnie z ugrupowaniem Zwyczajni Ludzie, lista wyborcza otrzymała 11% głosów i 19 mandatów (w większości posłami zostali członkowie OĽaNO).
W 2017 na czele ugrupowania stanął poseł Gábor Grendel. Zrezygnował z tej funkcji w 2019; formalnie nie został jednak wykreślony w kolejnych latach, a partia nie wyłoniła jego następcy. Ruch nie kontynuował samodzielnej działalności, poprzestając na ścisłej współpracy z OĽaNO (w tym w wyborach w 2020 i 2023).